# SN 1997da
SN 1997da – supernowa typu II odkryta 31 lipca 1997 roku w galaktyce IC1216. W momencie odkrycia miała maksymalną jasność 17,00m.